# Município de Thompson (condado de Seneca, Ohio)
O município de Thompson (em inglês: Thompson Township) é um município localizado no condado de Seneca no estado estadounidense de Ohio. No ano de 2010 tinha uma população de 1.443 habitantes e uma densidade populacional de 14,92 pessoas por km².

## Geografia
O município de Thompson encontra-se localizado nas coordenadas 41° 12′ 10″ N, 82° 53′ 21″ O. Segundo a Departamento do Censo dos Estados Unidos, o município tem uma superfície total de 96.7 km², da qual 96,68 km² correspondem a terra firme e (0,03 %) 0,03 km² é água.

## Demografia
Segundo o censo de 2010, tinha 1.443 habitantes residindo no município de Thompson. A densidade populacional era de 14,92 hab./km². Dos 1.443 habitantes, o município de Thompson estava composto pelo 98,96 % brancos, o 0,21 % eram afroamericanos, o 0,07 % eram amerindios, o 0,21 % eram asiáticos, o 0,14 % eram de outras raças e o 0,42 % eram de uma mistura de raças. Do total da população o 0,76 % eram hispanos ou latinos de qualquer raça.